# Champions
Champions – amerykański serial telewizyjny (komedia) wyprodukowany przez  Kaling International, Charlie Grandy Productions, 3 Arts Entertainment oraz Universal Television, którego twórcami są Charlie Grandy i Mindy Kaling. Serial był emitowany od 8 marca 2018 roku do 25 maja 2018 roku przez Fox. 
29 czerwca 2018 roku, stacja Fox ogłosiła anulowanie serialu po jednym sezonie.

## Fabuła
Serial opowiada o Vinci'e, który pewnego dnia postanawia sprzedać swoją siłownię i przeprowadzić się na drugi koniec Ameryki. Wszystko się zmienia kiedy dowiaduje się, że ma nastoletniego syna, Michaela Patela, który musi z nim teraz zamieszkać.Chłopiec rozpoczyna naukę w prestiżowej szkole - Manhattan Academy for the Performing Arts. 

## Obsada

### Główna
- Anders Holm jako Vince Cook[3]
- Fortune Feimster jako Ruby[4]
- Andy Favreau jako Matthew Cook[5]
- J. J. Totah jako Michael Patel[6]
- Mouzam Makkar jako Britney[7]

### Role drugoplanowe
- Mindy Kaling jako Priya Patel
- Yassir Lester jako Shabaz
- Ginger Gonzaga jako Dana[8]
- Robert Costanzo jako Uncle Bud
- Nina Wadia jako Lubna[9]

## Odcinki
| Sezon | Odcinki | Oryginalna emisja w NBC | Oryginalna emisja w NBC |
| Sezon | Odcinki | Premiera sezonu         | Finał sezonu            |
| ----- | ------- | ----------------------- | ----------------------- |
| 1     | 10      | 8 marca 2018            | 25 maja 2018            |

### Sezon 1 (2018)
| Nr | Tytuł                              | Reżyseria       | Scenariusz                   | Premiera w NBC   |
| -- | ---------------------------------- | --------------- | ---------------------------- | ---------------- |
| 1  | Pilot                              | Michael Spiller | Charlie Grandy, Mindy Kaling | 8 marca 2018     |
| 2  | I Think I'm Gonna Tolerate it Here | Michael Spiller | Charlie Grandy, Mindy Kaling | 15 marca 2018    |
| 3  | Lumps                              | Alex Reid       | Chris Schleicher             | 29 marca 2018    |
| 4  | My Fair Uncle                      | Claire Scanlon  | Mindy Kaling, Charlie Grandy | 5 kwietnia 2018  |
| 5  | Vincemas                           | Geeta V. Patel  | Matt Warburton               | 12 kwietnia 2018 |
| 6  | Grandma Dearest                    | Michael Spiller | Aaron Geary, Ben Steiner     | 19 kwietnia 2018 |
| 7  | Matt Bomer Poster                  | Maggie Carey    | Ali Schouten                 | 26 kwietnia 2018 |
| 8  | Nepotism                           | Michael Spiller | Matt Warburton               | 3 maja 2018      |
| 9  | Opening Night                      | Geeta V. Patel  | Chris Schleicher             | 25 maja 2018     |
| 10 | Deal or No Deal                    | Michael Spiller | Charlie Grandy               | 25 maja 2018     |

## Produkcja
27 stycznia 2017 roku, stacja NBC ogłosiła zamówienie pilotowego odcinka komedii od  Charliego Grandy i Mindy Kaling.
W kolejnym miesiącu do obsady dołączyli:Anders Holm  jako Vince Cook, Mouzam Makkar jako Britney, Andy Favreau jako Matthew Cook oraz J. J. Totah jako Michael Patel.
Na początku marca 2017 roku, poinformowano, że w serialu zagra Nina Wadia.
14 maja 2017 roku, stacja NBC zamówiła pierwszy sezon komedii, którego premiera była zaplanowana na midsesason 2017/2018.
Na początku października 2017 roku, poinformowano, że w serialu zagra Fortune Feimster jako Ruby.
W połowie grudnia 2017 roku, ogłoszono, że Ginger Gonzaga dołączyła do serialu w roli powracającej.